# Kożuchów

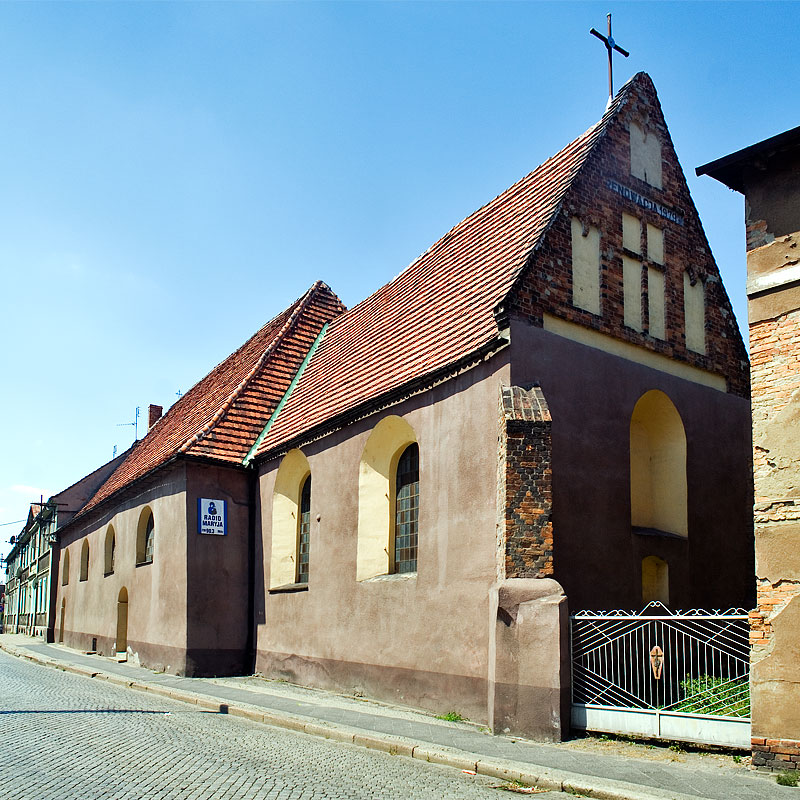
Kirche und Hospital zum Heiligen Geist

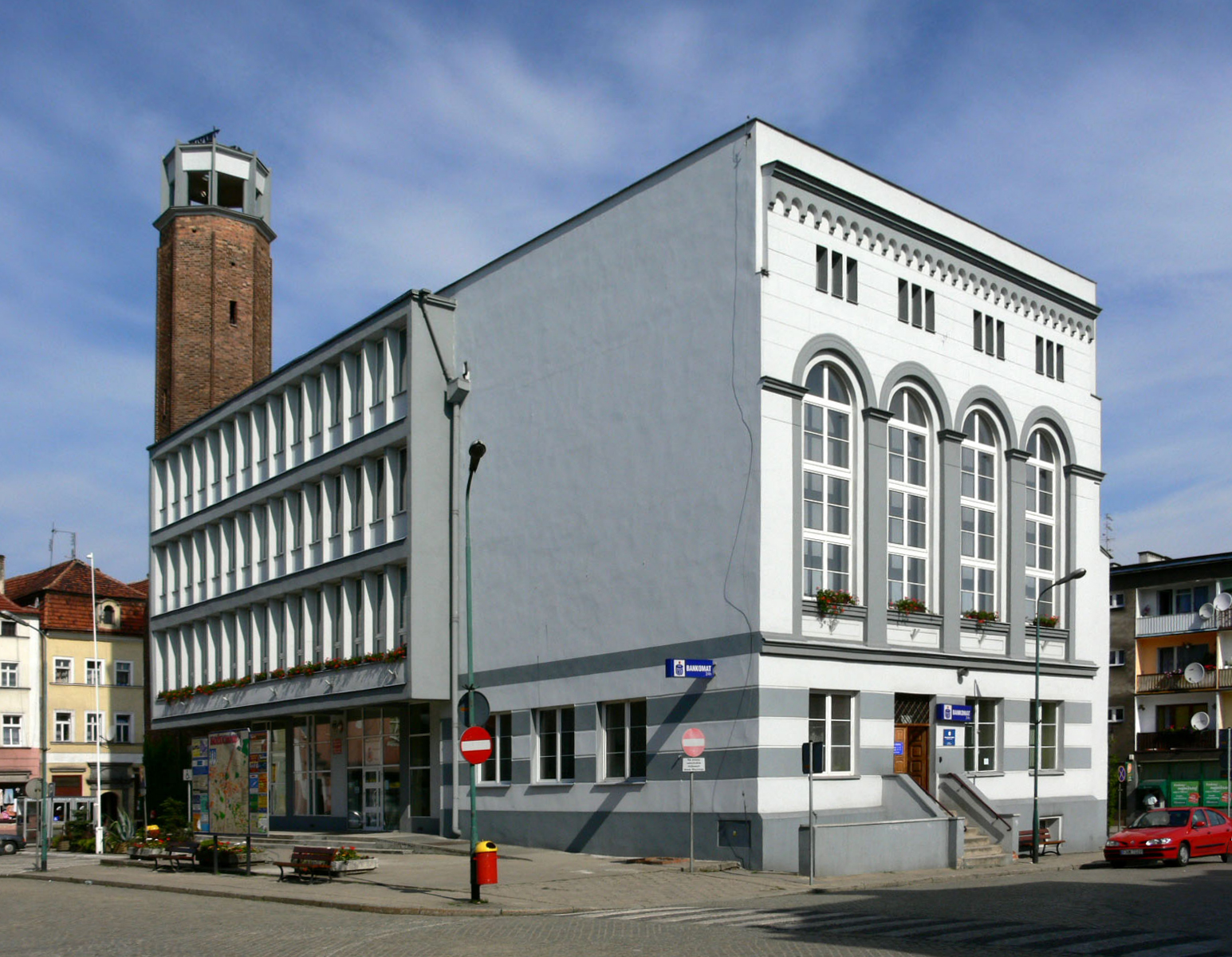
Rathaus

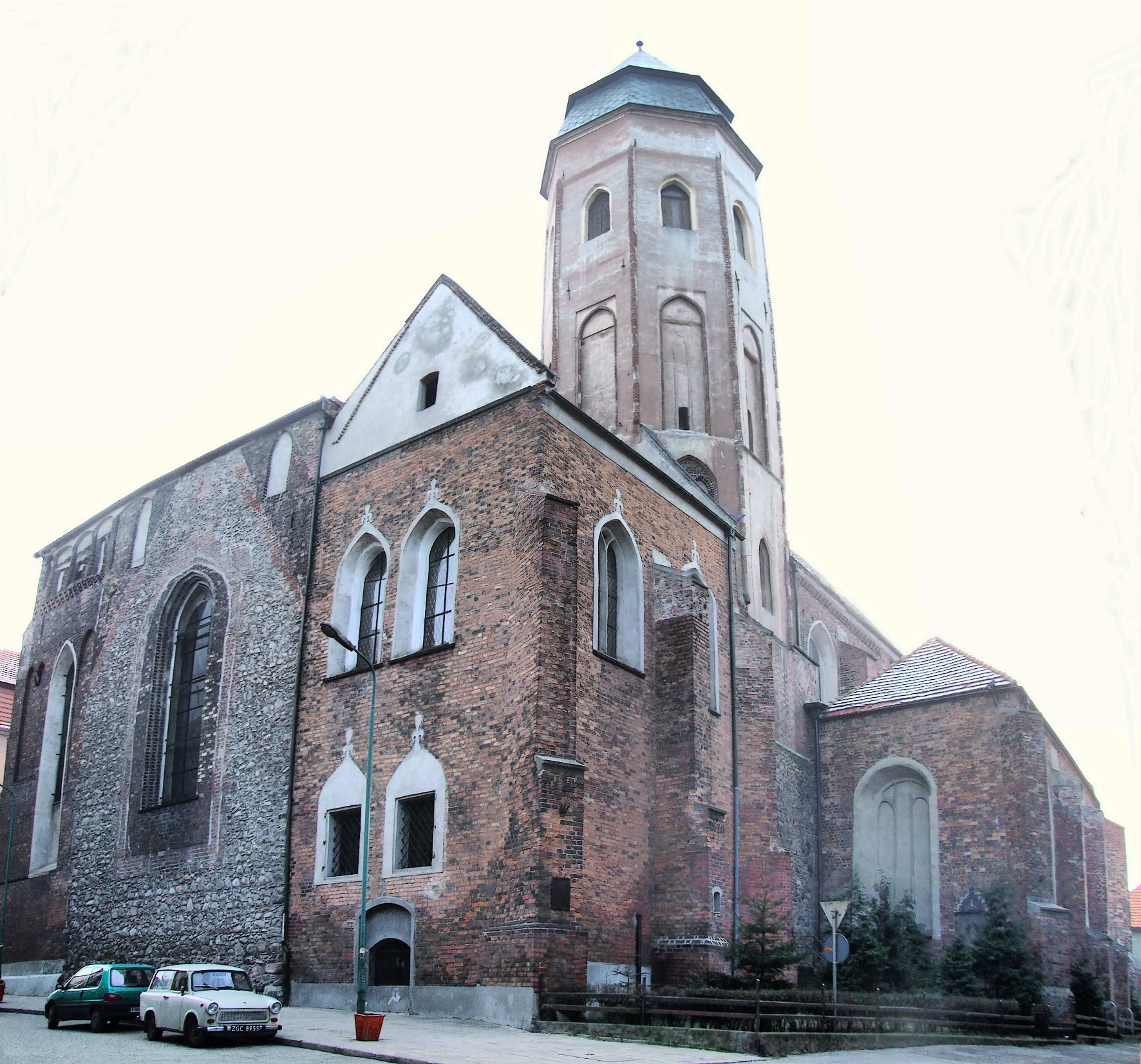
Marienkirche (bis 1945 evangelisch)

Kożuchów [kɔˈʒuxuf] (deutsch Freystadt in Schlesien) ist eine Stadt in der Stadt- und Landgemeinde Kożuchów mit 15.901 Einwohnern (Stand 31. Dezember 2020) im Powiat Nowosolski der Woiwodschaft Lebus in Polen. Sie liegt etwa 35 Kilometer nordwestlich von Głogów (Glogau).

## Geschichte
Die Gründung der Stadt erfolgte um 1260 durch den Glogauer Herzog Konrad I. auf dessen Vorwerk in Siegersdorf. Dieses Dorf am Siegerbach war etwa 40 Jahre zuvor durch Fränkische Siedler im Zuge der Besiedlung der Grenzwälder um Sagan errichtet worden. Die neue Stadt mit Ring und rechtwinkligen Straßenzügen, die zunächst „Cosuchow“ genannt wurde, war mitten in das alte Waldhufendorf hineingebaut worden. Umgeben war die Stadt von einer doppelten Stadtmauer.
Das älteste Gotteshaus von Freystadt ist die Heilig-Geist-Kirche, die zunächst Dorfkirche von Nieder-Siegersdorf war. Sie ist erstmals für das Jahr 1273 mit der Nennung eines Pfarrers Heinrich von Cosuchow belegt. Das bei dieser Kirche bestehende Hospital wurde um 1280 erbaut und dem Deutschen Orden übergeben. Für das Jahr 1295 sind der Kastellan Dietrich von Pesna und ein Erbvogt belegt. Peter Unglowbe, Patrizier zu Sagan erwarb die Dörfer Nieder-Siegersdorf (Podbrzezie Dolne) und Reichenau (Słocina) im Umland von Freystadt als Teile seiner Allodien um 1323 von einem der Söhne, (vermutl. Johann) des Ritters und Burggrafen von Freystadt, Dietrich von Pesna (urkdl. erw. 1287 bis 1311). (Über die Unglaube, Unglowbe, Ungeloube, Unglobe) existieren zu Freystadt zwischen 1323 und 1637 sieben Urkundenabschriften und Verweise. Graf Dietrich verstarb im Februar des Jahres 1311. Schon 1295 wurde Nieder-Siegersdorf als Allodium der Grafen von Pesna erwähnt. Mit Datum vom 2. September 1323 befreite Herzog Heinrich VI. seinen Getreuen Johann von Plesna, Sohn des Dietrich, u. a. auch für Sighardisdorf (Siegersdorf) von allen Abgaben und Lasten für alle Zukunft. Daher lässt sich der Erwerb von Nieder-Siegersdorf durch Peter Unglowbe auf den Zeitraum um oder nach 1323 festlegen. Einkünfte aus diesen Allodien stiftete Peter Unglaube dem Spital vom Heiligen Geist zu Freystadt zu seinem und seiner Familie Seelenheil. In einer Urkunde vom 11. Juli 1405 wird für „Nieder-Seghardisdorf“ und „Reychenaw“ der Freystädter Bürger Johann Frankinfurt in der Nachfolge der Unglaube als Eigentümer vermerkt. Mit dieser Urkunde gab er die vorgenannten Allodien weiter an Philipp Unrwen (Unruh), Sohn des Jakob Unrw (Unruh).
Erst Ende des 13. Jahrhunderts wurde am Ring in „Wrigenstat“ die Pfarrkirche St. Marien errichtet, die 1488, 1554 und 1637 durch Stadtbrände zerstört worden ist. Den verheerenden Brand von Freystadt in der Nacht vom 8. auf den 9. Juli 1637, bei dem auch 326 Bürgerhäuser zerstört wurden, schilderte der Dichter Andreas Gryphius in Fewrige Freystadt. Mit diesem Bericht, der auf seinen eigenen und den Beobachtungen weiterer Augenzeugen beruhte, machte sich Gryphius viele Feinde, weil er nicht nur die kriegsbedingte Lage Freystadts realistisch schilderte, sondern auch das Versagen der städtischen Obrigkeit bei der Brandbekämpfung kritisierte.
Von 1369 bis 1467 war Freystadt Sitz des Glogauer Teilherzogtums Freystadt, dessen Herzöge auf der Freystadter Burg residierten. Um 1450 besaß Freystadt, das eine bedeutende Tuchmacherzunft hatte, Münz- und Braurecht. 1488 ließ Herzog Johann II. von Sagan, der 1476 nach dem Tod des Glogauer Herzogs Heinrich XI., mit dem die direkte Glogauer Linie der Schlesischen Piasten erlosch, Ansprüche auf dessen Erbe und dadurch den Glogauer Erbfolgestreit auslöste, die Stadt plündern und anzünden.

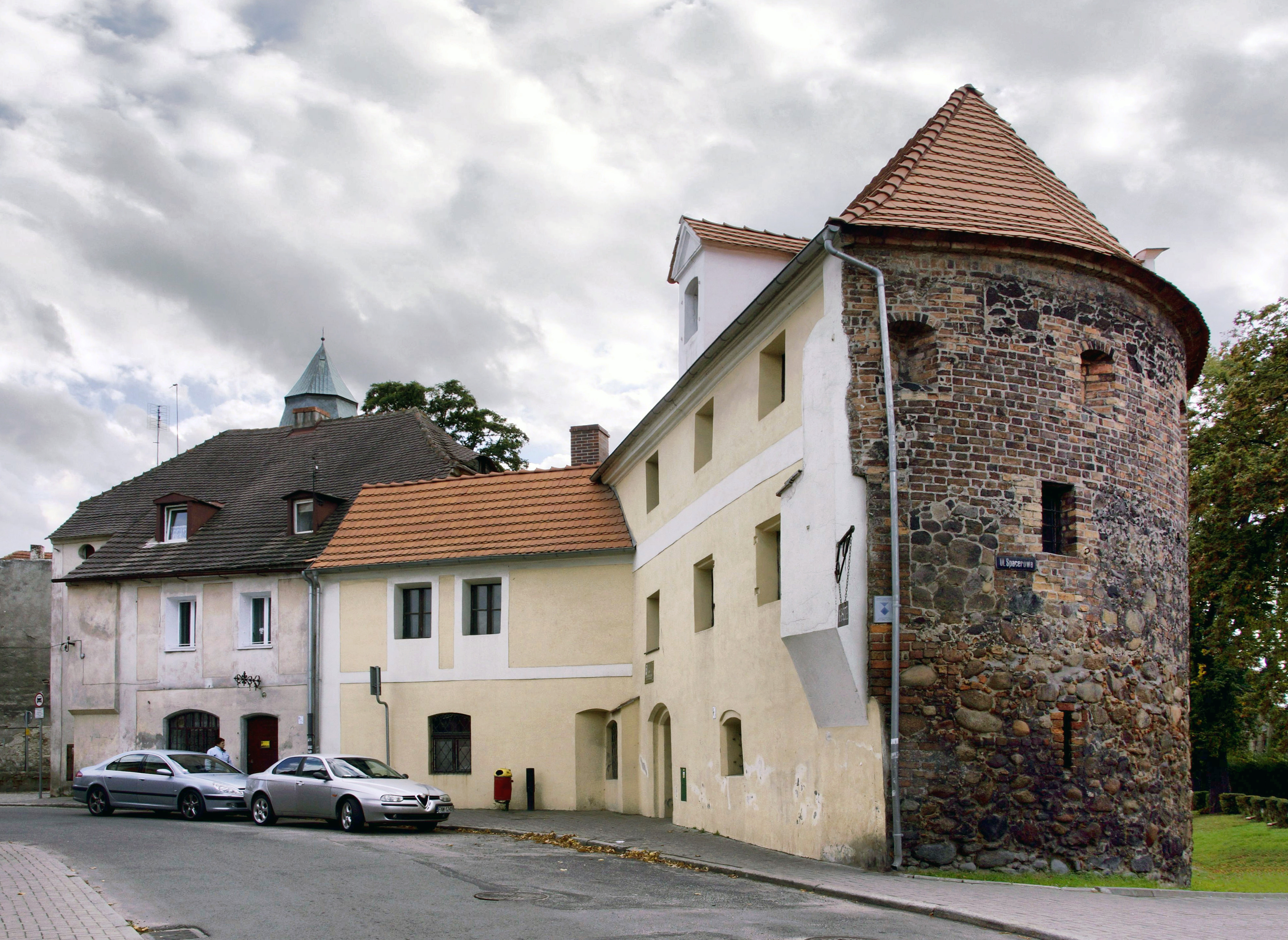
Häusergruppe mit dem Rundturm einer Bastei aus dem 13. bis 15. Jahrhundert
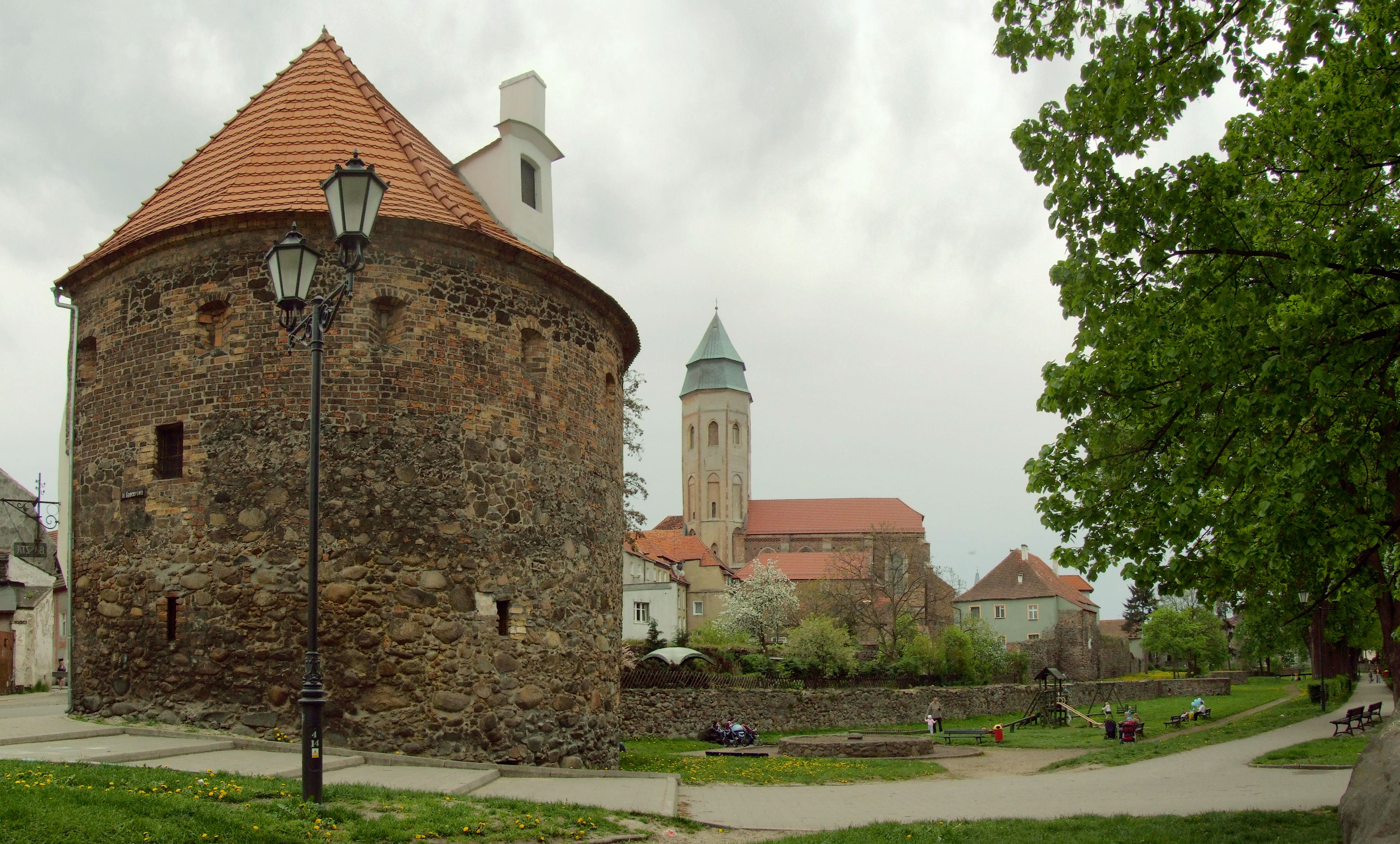
Mittelalterlicher Rundturm, mit der Marienkirche im Hintergrund
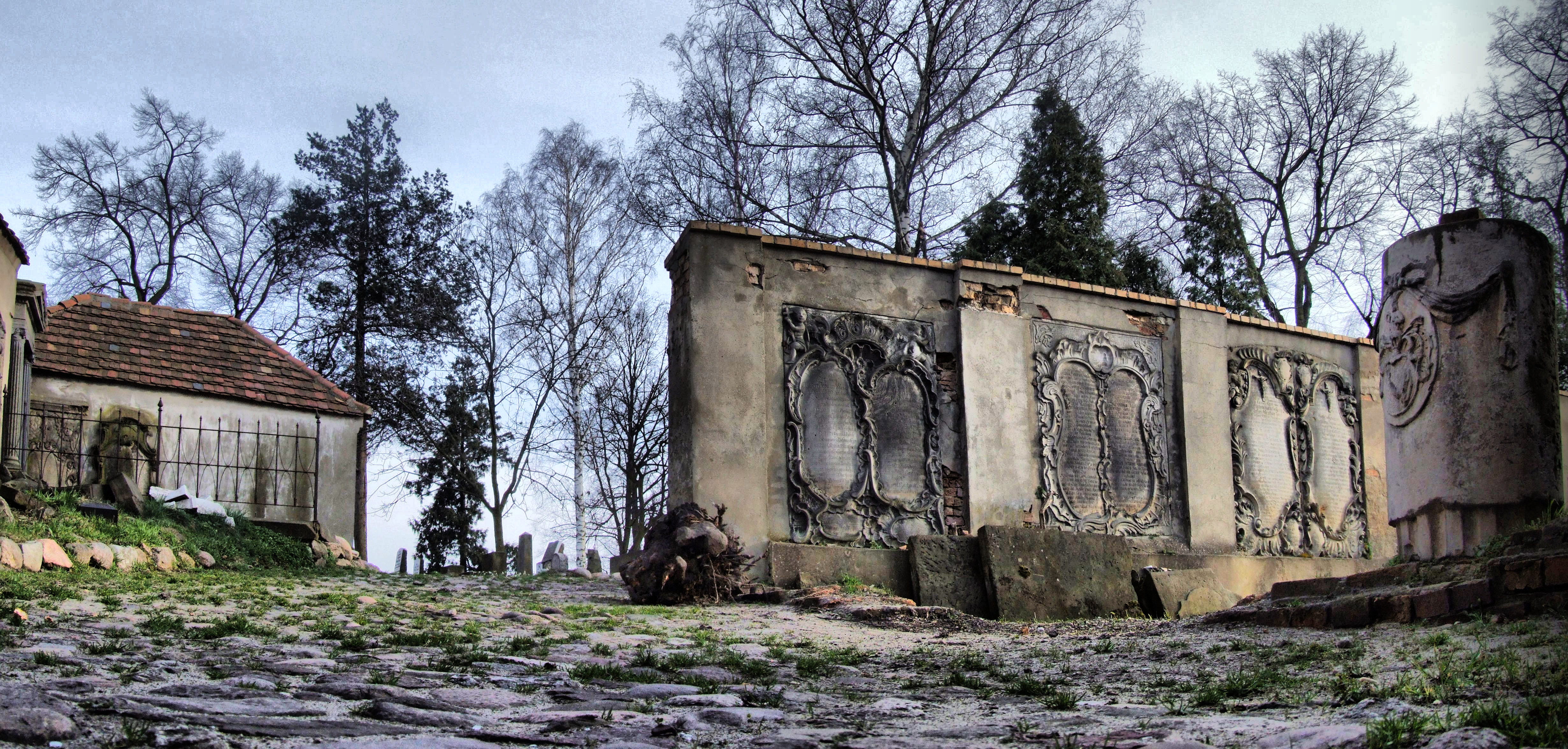
Lapidarium (Aufnahme 2009)
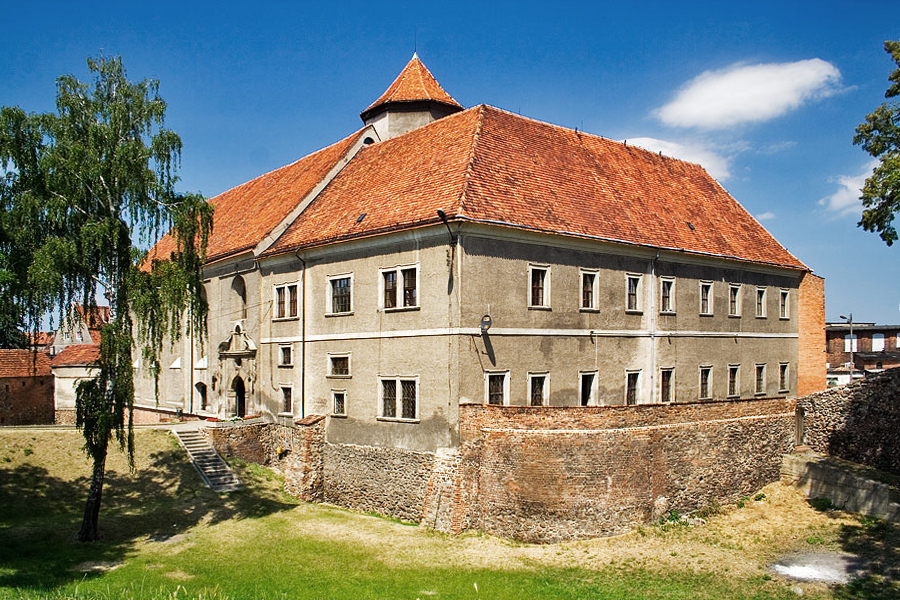
Ehemaliges herzogliches Schloss

Die herzogliche Burg wurde später zu einem Schloss umgebaut. Ab 1520 war sie an Hans von Rechenberg verpfändet, der die Reformation in Freystadt einführte, und 1558–1590 an Fabian von Schoenaich. 1675 wurde das Schloss von der Stadt erworben, die es 1685 den Karmelitern übergab, die dort ein Kloster einrichteten und 1705 eine Kirche erbauten. Freystadt zählte zu den sechs schlesischen Städten, denen in der Altranstädter Konvention vom 1. September 1707 das Recht zur Errichtung einer evangelischen Gnadenkirche gewährt wurde, die zwei Jahre später als „Gnadenkirche zum Weinberg Jesu“ errichtet wurde. Nach dem Übergang an Polen 1945 infolge des Zweiten Weltkriegs wurde sie dem Verfall preisgegeben und Anfang der 1970er Jahre großenteils abgetragen. Heute ist von dieser Kirche nur der Turm erhalten.
Nach dem Ersten Schlesischen Krieg 1742 fiel Freystadt zusammen mit dem Herzogtum Glogau, das seit 1344 ein Lehen der Krone Böhmen war, an Preußen.
Ab 1816 war die Stadt der Sitz des Landkreises Freystadt, mit dem es bis 1945 verbunden blieb. Zu Beginn des 19. Jahrhunderts zählte Freystadt knapp 3000 Einwohner und hatte zwei evangelische Kirchen, eine katholische Kirche, eine private Höhere Schule, eine Präparandenanstalt, ein Amtsgericht und mehrere Produktionsbetriebe im Textilbereich. Nachteilig in wirtschaftlicher Hinsicht wirkte sich der Bau der Chaussee Berlin–Breslau aus, die über das benachbarte Neustädtel an Freystadt vorbeiführte. Zudem führte die Eisenbahn-Hauptstrecke Berlin–Breslau an Freystadt vorbei.
Gegen Ende des Zweiten Weltkriegs wurde Freystadt im Frühjahr 1945 von der Roten Armee besetzt. Als Folge des Zweiten Weltkriegs fiel Freystadt 1945 mit dem größten Teil Schlesiens an Polen und wurde in Kożuchów umbenannt. Die deutschen Einwohner wurden – soweit sie nicht vorher geflohen waren – weitgehend vertrieben. Die neu angesiedelten Bewohner waren teilweise Zwangsumgesiedelte aus Ostpolen, das an die Sowjetunion gefallen war.
1953 verlor Kożuchów den Kreissitz an das benachbarte Nowa Sól (Neusalz an der Oder).

## Gemeinde
Zur Stadt- und Landgemeinde Kożuchów gehören die Stadt selbst und 19 Dörfer mit Schulzenämtern. Sie umfasst ein Territorium von 179 km².

## Sehenswürdigkeiten
- Gotisches Schloss aus dem 14. Jahrhundert
- Gotische Stadtpfarrkirche zur hl. Jungfrau Maria aus dem Ende des 13. Jahrhunderts
- Fast vollständig erhaltene Stadtmauer aus dem 14./15. Jahrhundert
- Bürgerhäuser am Ring und in den Gassen der Stadtmitte aus dem 16. bis 19. Jahrhundert

## Städtepartnerschaften
- Castelmola, Italien
- Schwepnitz, Deutschland

## Bevölkerungsentwicklung
| Jahr | Einwohner | Anmerkungen                                          |
| ---- | --------- | ---------------------------------------------------- |
| 1825 | 1915      | davon 295 Katholiken                                 |
| 1890 | 3919      | davon 3242 Evangelische, 633 Katholiken und 39 Juden |
| 1900 | 4622      | [ 6 ]                                                |
| 1933 | 5256      | [ 8 ]                                                |
| 1939 | 6671      | [ 8 ]                                                |
| 1961 | 7512      |                                                      |

## Söhne und Töchter der Stadt
- Vincenz Lang (vor 1500; † 1502), Humanist und Dichter
- Joachim Cureus (1532–1573), Gelehrter
- Georg Unglaube (1567–9. Juni 1637) Rathsturmwächter, auf die Rettung der Einwohner bedacht, verbrannte jämmerlich in dieser Nacht auf dem Turm daselbst. (Andreas Gryphius:Fewrige Freystadt, Lissa 1637, S. 56–60)
- Julius von Verdy du Vernois (1832–1910), preußischer General, Kriegsminister und Mitglied des Preußischen Herrenhauses
- Fritz Zastrau (1837–1899), Architekt und Baubeamter
- Paul Tschackert (1848–1911), Theologe, Kirchenhistoriker
- Magda Trott (1880–1945), Jugendbuchautorin („Pucki“)
- Eberhard Graf von Kalckreuth (1881–1941), Präsident des Reichslandbundes
- Margarete Kupfer (1881–1953), Schauspielerin
- Günter Baer (1923–2012), Brigadegeneral
- Georg Jopke (1929–2017), Journalist
- Joachim H. Knoll (1932–2024), Pädagoge und Hochschullehrer
- Heinz Strauch (* 1939), Handballspieler und -trainer
- Tadeusz Lityński (* 1962), Bischof von Landsberg-Grünberg
- Dariusz Kubicki (* 1963), Fußballspieler und -trainer
- Paweł Jaracz (* 1975), Schachmeister